# The Jamie Kennedy Experiment
The Jamie Kennedy Experiment (i Sverige enbart Jamie Kennedy)  är ett halvtimmeslångt amerikanskt tv-program som ursprungligen sänts på The WB Television Network. Värd för programmet är Jamie Kennedy som presenterar en kombination av dolda kameror och sketcher.
Formatet påminner om det mycket äldre Dolda kameran, men innehåller annorlunda och mer vuxen humor.
The Jamie Kennedy Experiment gick ut på att värden för programmet Jamie Kennedy, maskerar ut sig till olika karaktärer och lurar olika personer i olika sammanhang.
I april 2004 lades programmet ner på grund av dalande tittarsiffror.
I Sverige, Norge och Danmark har programmet visats på Viasats kanaler TV3, ZTV, TV6 och 3+.